# ANBO-VIII (航空機)
ANBO VIII
- 用途：爆撃機、偵察機
- 設計者：アンターナス・グスタィティス
- 製造者：ANBO
- 運用者：リトアニア
- 生産数：1

ANBO-VIIIは、アンターナス・グスタィティスの設計とANBO社の製作による1939年のリトアニアの試作爆撃機である。

## 要目
- 乗員：2名

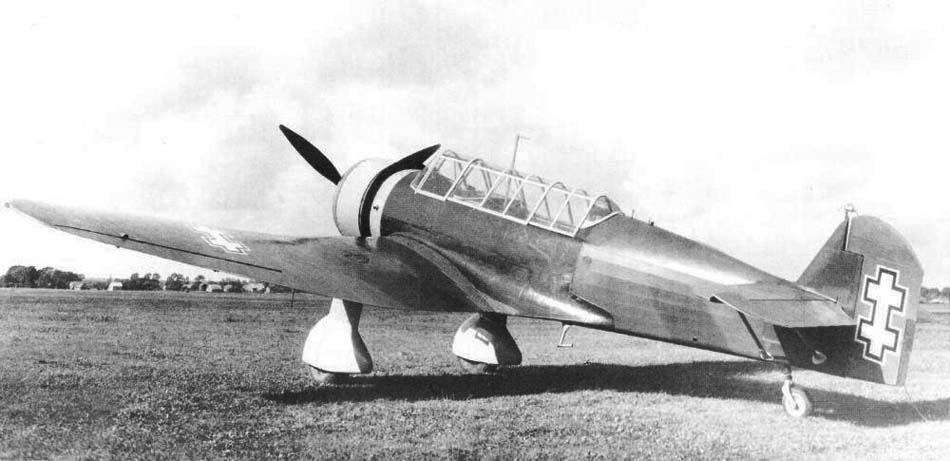
ANBO-VIII

- 全長：9.5 m (23 ft 2 in)
- 全幅：13.5 m (44 ft 3 in)
- 全高：2.70 m
- 翼面積：30.2 m² (123.0 ft²)
- 翼面荷重：
- 空虚重量：2,300 kg (5,420 lb)
- 全備重量：3,700 kg (8,157 lb)
- 武装：
  - 5 × 機関銃